# Рентмейстер
Рентмейстер — посада в провінції в Росії. Запроваджено внаслідок Обласної реформи Петра I. Рентмейстер виконував функції скарбника, підпорядкованого камеріру. Призначався Штатс-контор-колегією.
У XVIII столітті казначейство називалося рентереєю. У законодавстві розрізнялися казенна рентерея та земська (провінційна). До обов'язків рентмейстера входив збір грошей, що надходять від платників, земських комісарів і магістратів, а також видача грошей за законними вимогами. При цьому потрібно було вести сувору звітність, на яку встановлювалися п'ять книг. Щороку в рентереї проводилася ревізія. За викрадення казенних грошей рентмейстеру загрожувало позбавлення майна, честі та життя.